# Bralgu Insulae
Le Bralgu Insulae sono una struttura geologica della superficie di Titano.